# Однополые союзы в Хорватии
Однополые союзы в Хорватии (хорв. Istopolna zajednica) официально регистрируются с 2014 года. В то же время в результате референдума, прошедшего 1 декабря 2013 года, полноценные однополые браки в Хорватии были запрещены конституцией.

## История
С 2003 года де-факто прожившие вместе не менее трёх лет однополые пары получили некоторое правовое признание. Такие пары были законодательно уравнены с разнополыми парами, также проживающими не менее трёх лет в незарегистрированном браке. Незарегистрированные союзы получили лишь минимальный набор прав, например, налоговые льготы при наследовании имущества.
В 2005 году в Парламенте Хорватии поднимался вопрос о введении в стране зарегистрированных однополых партнёрств, однако под давлением христианско-демократической партии «Хорватское демократическое содружество» инициатива была отклонена.
В мае 2012 года премьер-министр страны Зоран Миланович заявил о новом готовящемся законопроекте, легализующим регистрируемые однополые союзы, не предусматривающем однако усыновление детей однополыми парами. Законопроект предусматривал наделение однополых партнёров всеми льготами, которые доступны разнополым супругам, включая право наследования собственности партнёра после его смерти и налоговые льготы.
На референдуме, состоявшемся 1 декабря 2013 года жители страны высказались за конституционный запрет однополых браков. По результатам всенародного голосования 66 % хорватов поддержали введение в Конституцию страны определения брака как союза мужчины и женщины. При этом явка избирателей составила всего лишь 38 %.
Летом 2014 года парламент 89 голосами против 16 (из 151 депутатов) одобрил закон о «пожизненном партнерстве», предоставляющий однополым семьям все права, кроме усыновления. Однако предусматривается оформление юридического статуса родного ребёнка одного из партнеров.
С сентября 2014 до конца 2015 года в Хорватии было заключено 108 однополых партнёрств: 57 мужских пар и 51 женская пара.